# Chu Sang-sŏng
Chu Sang-sŏng ist ein nordkoreanischer Militär und Politiker.
Chu Sang-sŏng wurde 1970 Kandidat des Zentralkomitees der Partei der Arbeit Koreas und 1991 dessen Vollmitglied. In der Koreanischen Volksarmee wurde er 1992 Generaloberst und 1997 Armeegeneral. 2004 wurde er zum Minister für Volkssicherheit ernannt. Auch nach den Parlamentswahlen 2009 blieb er im zweiten Kabinett des Ministerratsvorsitzenden Kim Yŏng-il im Amt. Als Volkssicherheitsminister ist er auch Mitglied der Nationalen Verteidigungskommission, des de facto mächtigsten Gremiums im Lande.